# Николаев, Вадим Иванович
Вадим Иванович Николаев (род. 30 августа 1959, Ванюшкасы, Красноармейский район, Чувашская АССР) — российский предприниматель и политик. Заслуженный работник сельского хозяйства Российской Федерации.
Член Совета Федерации (2015—2021).

## Биография

### Происхождение
В 1981 году окончил агрономический факультет Чувашского сельскохозяйственного института. В 1981 году пришёл на работу в производственное объединение (ПО) «Чувашхмельпром» в Чебоксарах.
В 1981—1983 годах проходил действительную военную службу в Советской армии.

### Профессиональная деятельность
С 1983 до 1986 год занимал должность старшего агронома ПО «Чувашское» по хмелеводству. В 1986 году работал агрономом Канашского хмельпункта и агрономом-агрохимиком по Канашскому району Чувашии.
В 1986—1990 годах являлся агрономом, затем старшим агрономом Госагропрома Чувашской АССР, в 1990—1992 годах — главным технологом, заместителем председателя межхозяйственного объединения «Чувашское» по производству комбикормов и свинины.
С 1992 по 1995 год состоял председателем объединения АОЗТ «Взаимодействие» (г. Чебоксары). В 1995—1998 годах — генеральный директор ЗАО «Чувашсвинопром», с 1998 по 1999 год — директор ООО «Волга-Корма» (г. Чебоксары). С июня 1999 года по 2015 год — директор ОАО «Чувашский бройлер».

### Политическая деятельность
В 2002 году избран в Государственный Совет Чувашской Республики третьего созыва, переизбран в 2006, 2011 и 2016 годах. Член Комитета Госсовета по экономической политике, агропромышленному комплексу и экологии; член Комитета по социальной политике и национальным вопросам.
В 2011 году защитил диссертацию на тему «Повышение эффективности использования оборотного капитала в бройлерном птицеводстве» в Нижегородской государственной сельхозакадемии на соискание учёной степени кандидата экономических наук.
11 июня 2015 года депутаты Госсовета Чувашии по инициативе фракции «Единой России» большинством 39 голосов против одного при одном воздержавшемся наделили Николаева полномочиями своего представителя в Совете Федерации после досрочной отставки Леонида Лебедева.
18 сентября 2016 года прошли выборы в Государственный совет Чувашии, в связи с чем полномочия Николаева как члена Совета Федерации истекли. Из 44 парламентариев осталось только 23 из прежнего состава, при сохранении абсолютного большинства за «Единой Россией» — 36 человек. 29 сентября 2016 года депутаты «почти единогласно» продлили полномочия Николаева.
С июня 2015 года — член Комитета по аграрно-продовольственной политике и природопользованию.

## Награды
В 2006 году удостоен почётного звания «Заслуженный работник сельского хозяйства Российской Федерации».